# Codewisseling
Codewisseling oftewel codeswitchen is een in de sociolinguïstiek gebruikte term voor een bepaalde vorm van taalmenging, waarbij tijdens een gesprek tussen twee of meer gesprekspartners schijnbaar willekeurig van de ene op de andere taal wordt overgeschakeld. Dit wordt vooral veel gedaan door mensen met een grote taalvaardigheid en mensen die meertalig zijn opgegroeid.
Codewisseling kan zowel op de grens van twee opeenvolgende zinnen als binnen een en dezelfde zin plaatsvinden. In het laatste geval wordt ook wel gesproken van intrasententiële codewisseling. Bij codewisseling op de grens van twee zinnen speelt vaak het feit dat de volgende zin aan een nieuwe gesprekspartner is gericht, met een andere moedertaal dan die van de gesprekspartner aan wie de voorafgaande zin was gericht.
Codewisseling is soms een manier om een identiteit tot uiting te brengen, zoals bij een groep Puerto Ricaans-Amerikaanse inwoners van New York in een onderzoek van linguïst Ana Celia Zentella. De vermenging van Spaans en Engels wordt soms wel aangeduid als 'Spanglish'.
In sommige gevallen gaat het niet om het wisselen tussen verschillende talen, maar om verschillende dialecten, stijlen of registers. Deze vorm van codewisselen wordt bijvoorbeeld veel toegepast door sprekers van Afro-Amerikaans-Engels als ze van een informele naar een formelere situatie gaan. Nederlanders die als kind in het gezin een dialect spraken, maar zich later Standaardnederlands hebben aangeleerd (tot de jaren zeventig ook wel 'Algemeen Beschaafd Nederlands' genoemd), wisselen tussen de dialecten, afhankelijk van de context waarin ze zich bevinden en het taalgebruik van de gesprekspartner(s).
Mensen maken gebruik van codewisseling in verschillende contexten om meerdere redenen, bijvoorbeeld:
- Als men iemand citeert gebruikt men soms de taal waarin het betreffende citaat oorspronkelijk werd geuit.
- Als men jargon-termen gebruikt in een andere taal.
- Als men specifieke onderwerpen bespreekt zijn bepaalde relevante concepten duidelijker over te brengen door termen en uitdrukkingen in een specifieke taal te gebruiken, bijvoorbeeld als de termen en uitdrukkingen veel besproken worden in die taal en ook in publicaties (boeken, artikelen, blogs, podcasts), op sociale media en in films en tv-series in die taal veel voorkomen.
- Als men probeert te integreren in een bepaalde groep door te praten en zich te gedragen zoals degenen om zich heen[6]

Literatuurwetenschappers gebruiken de term codewisselen om de literaire stijlen te beschrijven die elementen van meer dan een taal bevatten, zoals in romans van Chinees-Amerikaanse, Anglo-Indiase of Latino auteurs.
In sommige muziekstijlen, zoals hiphop, wordt codewisseling veel toegepast.
Naast talen, dialecten, stijlen en jargon gaat het bij codewisselen vaak ook om verschillende sociale omgevingen, culturele gebruiken en etiquette zoals aanspreekvormen, beleefdheidsfrases en manieren van omgaan met het aanbieden en aannemen van voedsel.